# Polyzosteria obscuroviridis
Polyzosteria obscuroviridis är en kackerlacksart som beskrevs av Johann Gottlieb Otto Tepper 1893. Polyzosteria obscuroviridis ingår i släktet Polyzosteria och familjen storkackerlackor. Inga underarter finns listade i Catalogue of Life.